# Sajas
Sajas település Franciaországban, Haute-Garonne megyében. Lakosainak száma 105 fő (2022. január 1.). Sajas Le Pin-Murelet, Lautignac, Montastruc-Savès és Montpezat községekkel határos.

## Népesség
A település népessége az elmúlt években az alábbi módon változott:
| Lakosok száma | 96   | 62   | 71   | 90   | 113  | 118  | 125  | 122  | 116  | 105  |
|               | 1968 | 1982 | 1990 | 2006 | 2013 | 2015 | 2017 | 2019 | 2020 | 2022 |